# Barrettali
Barrettali est une commune française située dans la circonscription départementale de la Haute-Corse, sur le territoire de la collectivité de Corse. Elle appartient à l'ancienne piève de Canari, dans le Cap Corse.

## Géographie

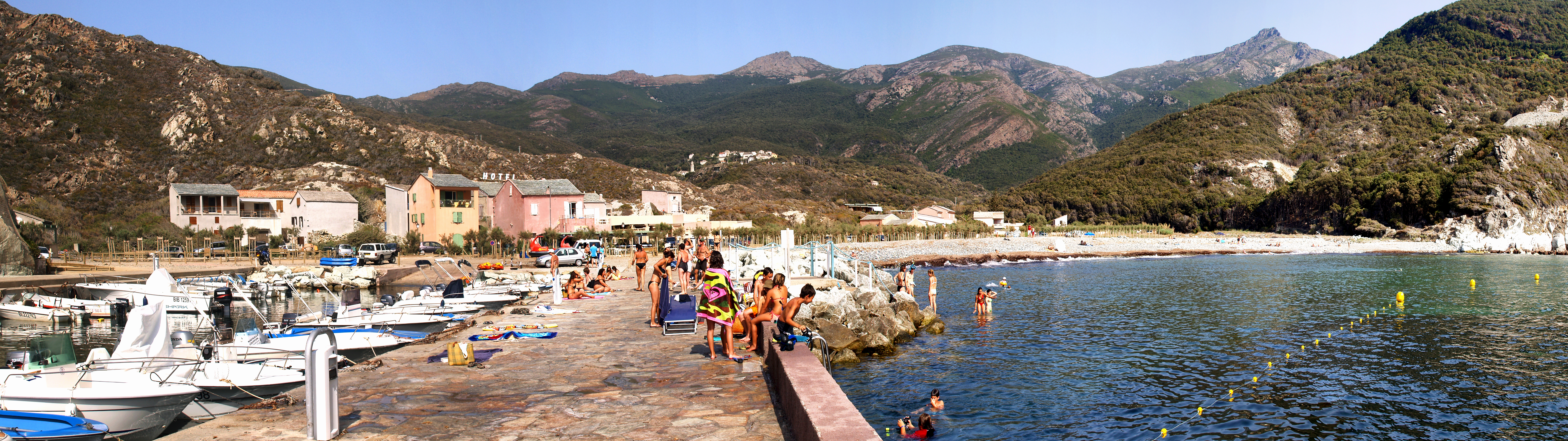
La marine de Giottani.

### Situation
Barrettali est une commune de la côte occidentale du Cap Corse, l'une des dix-huit communes regroupées dans la communauté de communes du Cap Corse.

### Communes limitrophes

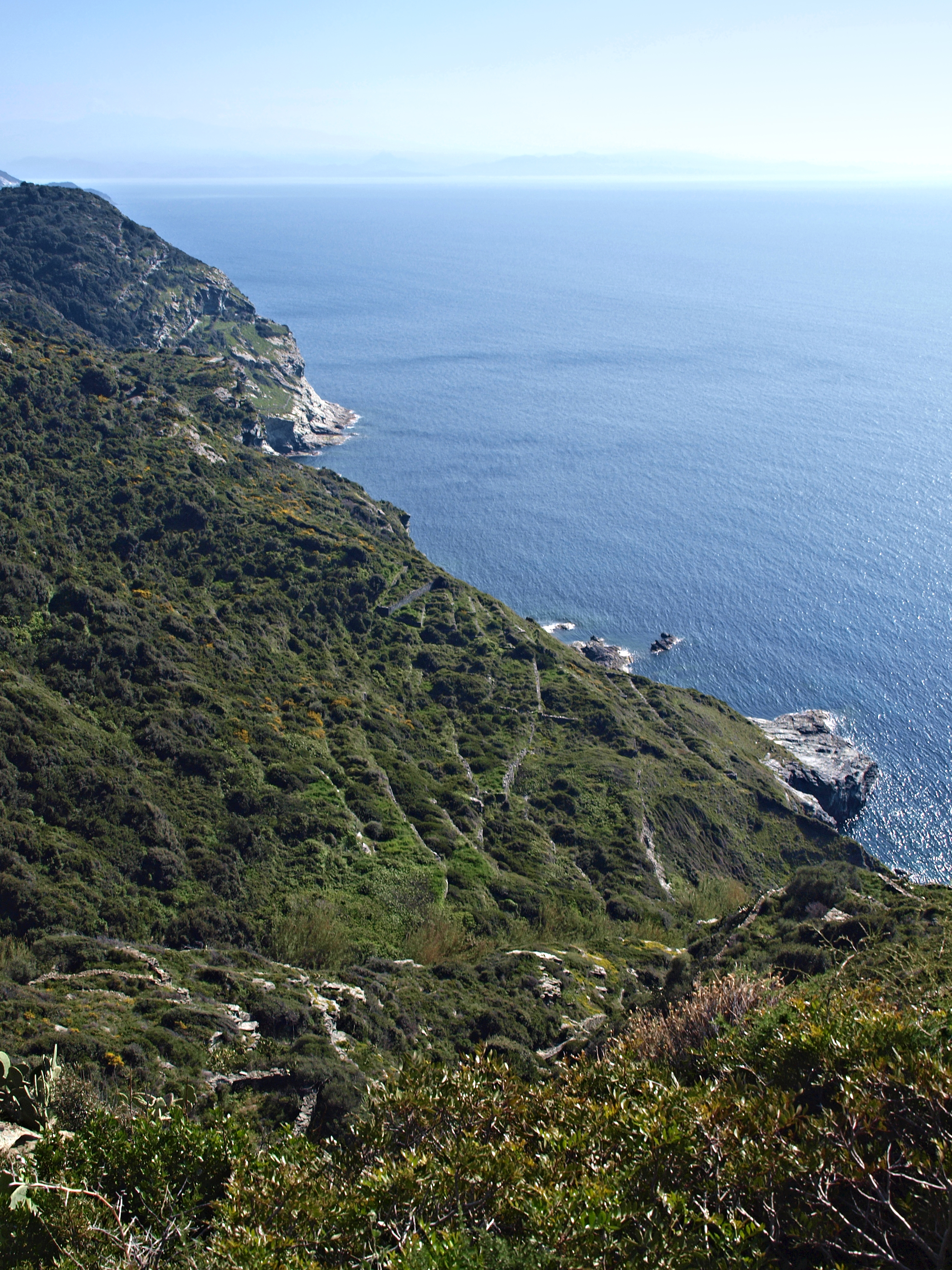
Terrasses de culture à Minerviu.

### Géologie et relief

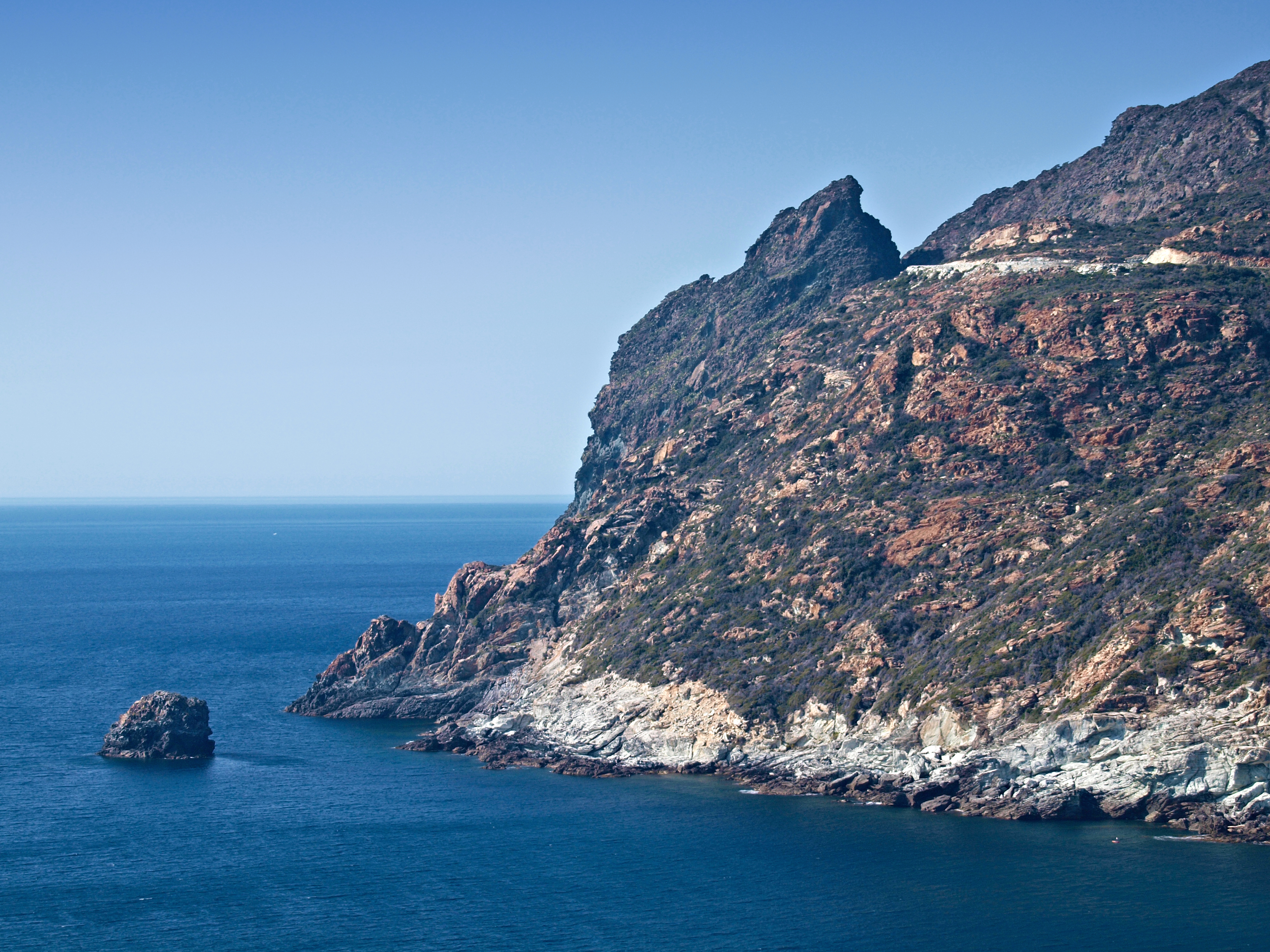
L'îlot de Mogliarese.

La presqu'île du Cap Corse est un bloc de schistes lustrés édifié au Cénozoïque lors de la surrection des Alpes, sur un socle hercynien datant de la fin du Paléozoïque. Barrettali se situe dans la partie occidentale du cap qui est divisée en deux parties inégales par une dorsale, la Serra, chaîne de montagnes aux crêtes effilées qui s'étend tout le long du cap, du monte di u Castellu (540 m) au nord, jusqu'à la serra di Pignu (960 m) au sud.
La commune offre des paysages où s'opposent des schistes qui s'altèrent facilement et des ophiolites très résistantes aux reliefs aigus et abrupts. Ces ophiolites sont ici composées de péridotites le plus souvent transformées en serpentinites lors de la formation des Alpes (teintées en vert par l'olivine) et de roches plutoniques cristallines basiques, des gabbros euphotides métamorphisés renfermant de l'amphibole (bleu-vert) et des pyroxènes (vert jade).
Son territoire est composé essentiellement de deux « alvéoles » aux bords raides, ouvertes sur la mer mais fermées vers l'amont car adossées à la chaîne axiale : la vallée du ruisseau de Valonga au nord et de celle plus importante du ruisseau de Piaggia au sud.
Partant au nord du ravin de Mare Morto à 400 m de la punta di Mare Morto, le territoire est délimité avec Pino par une ligne jalonnée de sommets de plus en plus élevés : punta di Piestrone (430 m), punta di Caterraggio (514 m), monte Cupieta (756 m), monte Grofiglieta (838 m - Luri). De là, une ligne de crête le séparant de Luri, part vers la punta Alticcione (1 130 m - Pietracorbara), passant par le monte Liccola (747 m), la bocca di U Pinze di a Verghine (593 m) où se trouvent cinq menhirs, le monte Zuccarellu (673 m), la punta Gravinacce (856 m), et la punta Tiglietu (1 058 m). De la punta Alticcione à la bocca di a Serra (1 007 m), les crêtes le séparent de Pietracorbara. Enfin, ses limites avec Canari au sud sont définies par le cours du ruisseau de Furcone qui prend sa source sur le versant occidental de la bocca di a Serra.
Les lignes de crête ci-dessus ceinturent l'essentiel du bassin versant du ruisseau de Piaggia (fiume di Giotta).
Façade maritime

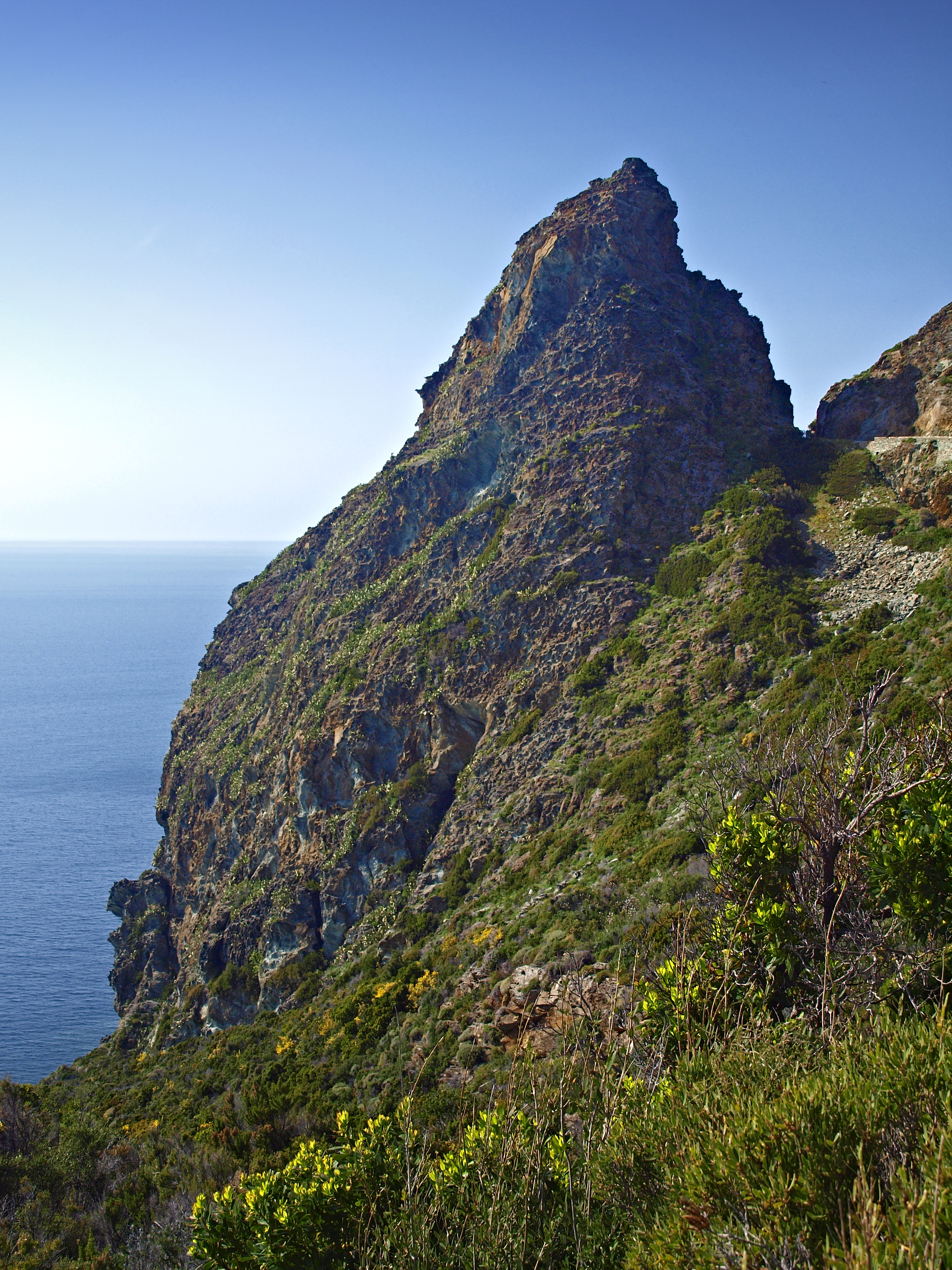
La punta dell'Aculaia.

La commune possède une façade maritime très déchiquetée et inhospitalière, allant du ravin de Mare Morto jusqu'à la marine de Giottani, comprenant au nord les pointes punta di Mare Morto et punta di Stintinu et au sud un îlot nommé rocher de Mogliarese. Cet îlot est dominé par la punta dell'Aculaia ou punta di Marchione (222 m d'altitude), couverte de figuiers de Barbarie et tombant à pic dans la mer.
Le petit port de pêche de Giottani, dominé par les vestiges de l'ancienne tour génoise, offre le seul abri côtier entre Saint-Florent et Centuri.

### Hydrographie
Le principal cours d'eau est le ruisseau de Piaggia (fiume di Giotta) qui a son embouchure dans la marine di Giotta (marine de Giottani) et sépare Barrettali de Canari. Son principal affluent, le ruisseau de Furcone délimite également les deux communes. Deux ruisseaux naissant au Piano di Tavola alimentent ce dernier : le ruisseau de Piano di Tavola et ruisseau de Valdu Vecchiu avec lequel il conflue. Le ruisseau de Zacaro descendant du village et le ruisseau de Piaggia confluent peu avant l'embouchure de ce dernier qui prend depuis ce point le nom local de fiume di Giotta.
Au nord, le ruisseau Arnetu prend sa source sous Punta Albuceta (796 m), et coule sous le hameau de Minerviu pour se jeter à la mer sous le nom de fiume Guardu dei Fiche.

### Climat et végétation

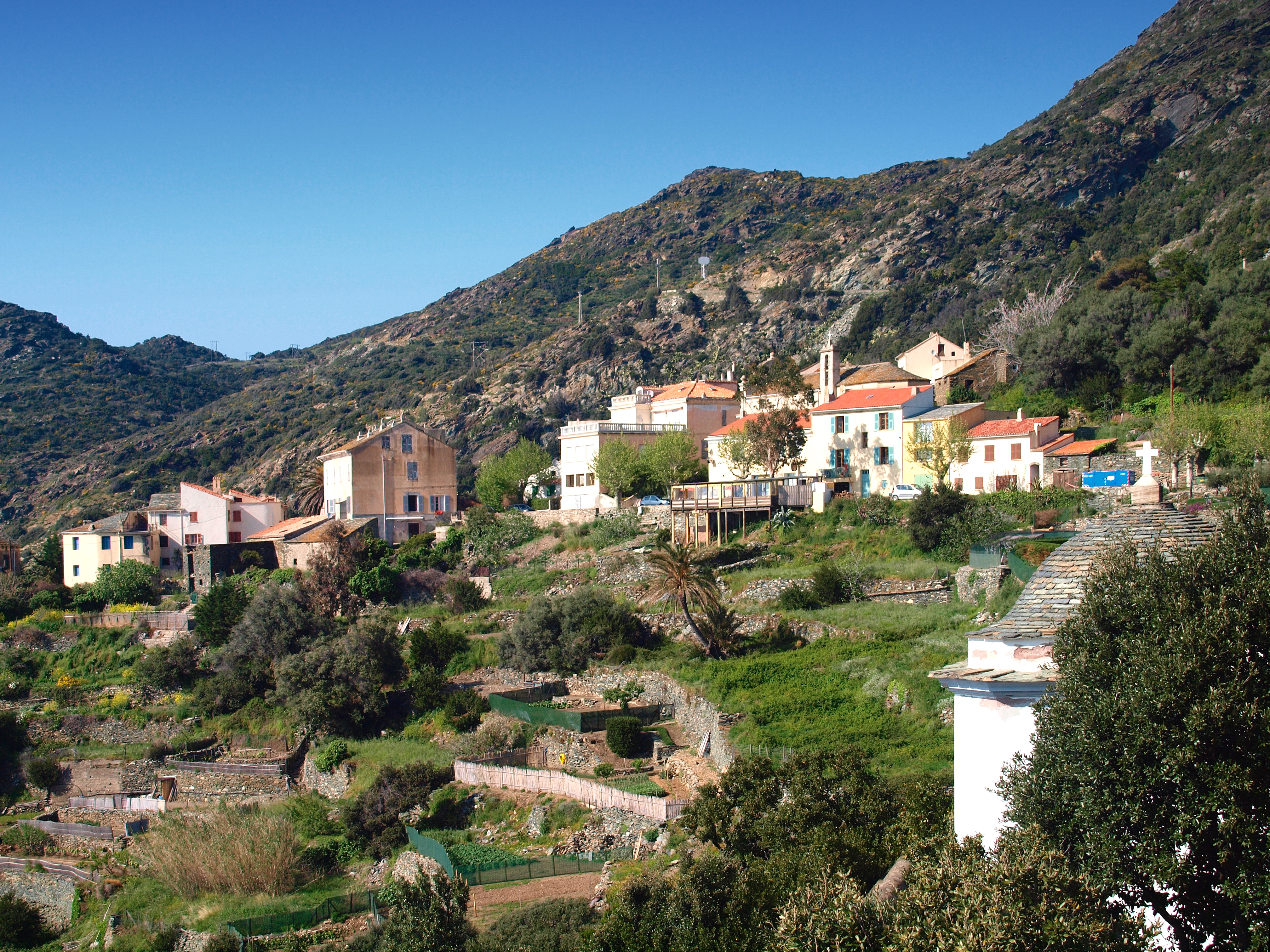
Hameau de Minerviu.

Le territoire de la commune est pentu, boisé dans les vallons et dénudé ou couvert d'une végétation rase sur la côte. La présence des chênes verts est prépondérante ; le maquis est haut, dense et souvent impénétrable. La punta di Minerviu (645 m), sur le littoral au nord de la commune, est une montagne de gabbros euphotides métamorphisés verdâtres car riches en pyroxène, ou bleu-vert par la présence d'amphibole. Ses falaises composées de roches très dures, sont sculptées, creusées par les vents de sud-ouest (libeccio) et nord-est (mistral) dominant chargés d'embruns ; leurs parois sont couvertes d'oponces et tombent à pic dans la mer.
Plus au sud, les falaises de prasinites de la punta dell'Aculaia tombent également à pic dans la mer, offrant aux marins des amers remarquables.
Le littoral offre des paysages quelquefois étonnants. Les pentes sous la route appelée « grande corniche » qui arrivent jusqu'à la mer, présentent de nombreuses et étroites terrasses de cultures aujourd'hui abandonnées. Jusqu'à la fin du XIXe siècle, Minerviu était entouré de bosquets de cédrats, ces agrumes qui ont fait la richesse du Cap Corse. Le climat est propice pour y obtenir trois récoltes annuelles (mars, été et parfois décembre).

### Voies de communication et transports

#### Accès routiers
La route D 80, ancienne route nationale 198 de Saint-Florent à Bonifacio comme encore portée sur les cartes cadastrales, appelée localement « grande corniche », est taillée dans le roc. Elle traverse la commune en longeant la côte à plus de 150 m d'altitude en moyenne, et passe par le hameau de Minerviu à près de 200 m d'altitude.
La route D 33 dite « petite corniche » qui double la « grande corniche » depuis Abro, dessert le village de Barrettali en traversant Torra et Brachelle, passe au-dessus de Minerviu que la route bretelle D533 permet de rejoindre, avant de rejoindre la D 80 à Pino.
Pour se rendre au village même, il faut emprunter une route communale dont l'intersection avec la D 33 se situe à environ 800 m à l'ouest de Brachelle.
La D 133 relie la D 33 à la Marine de Giotta en passant par Conchiglio et en empruntant une section de la D 80. Pour descendre à la Marine de Giottani, emprunter sur un kilomètre la route la D 133 (intersection avec la D 80 située à la sortie du pont sur fiume di Giotta).

#### Transports
Le village de Barrettali est distant par route, de 48 km du port de commerce de Bastia, de 49 km de la gare des CFC de Bastia et de 68 km de l'aéroport de Bastia Poretta, qui sont les plus proches.
Savoir que depuis Saint-Florent, distant de 40 km, une ligne régulière de bus de l'entreprise Autocars Santini, dessert tous les jours de l'année sauf les dimanches et jours fériés, Bastia, la métropole départementale. De Saint-Florent toujours, les bus de la même entreprise permettent de se rendre à L'Île-Rousse durant les mois de juillet et d'août.

## Urbanisme

### Typologie
Au 1er janvier 2024, Barrettali est catégorisée commune rurale à habitat très dispersé, selon la nouvelle grille communale de densité à sept niveaux définie par l'Insee en 2022.
Elle est située hors unité urbaine. Par ailleurs la commune fait partie de l'aire d'attraction de Bastia, dont elle est une commune de la couronne,. Cette aire, qui regroupe 93 communes, est catégorisée dans les aires de 50 000 à moins de 200 000 habitants,.
La commune, bordée par la mer Méditerranée, est également une commune littorale au sens de la loi du 3 janvier 1986, dite loi littoral. Des dispositions spécifiques d’urbanisme s’y appliquent dès lors afin de préserver les espaces naturels, les sites, les paysages et l’équilibre écologique du littoral, tel le principe d'inconstructibilité, en dehors des espaces urbanisés, sur la bande littorale des 100 mètres, ou plus si le plan local d'urbanisme le prévoit.

### Occupation des sols
L'occupation des sols de la commune, telle qu'elle ressort de la base de données européenne d’occupation biophysique des sols Corine Land Cover (CLC), est marquée par l'importance des forêts et milieux semi-naturels (94 % en 2018), une proportion sensiblement équivalente à celle de 1990 (94,6 %). La répartition détaillée en 2018 est la suivante : 
espaces ouverts, sans ou avec peu de végétation (37,5 %), milieux à végétation arbustive et/ou herbacée (29,3 %), forêts (27,2 %), zones agricoles hétérogènes (5,2 %), eaux maritimes (1 %). L'évolution de l’occupation des sols de la commune et de ses infrastructures peut être observée sur les différentes représentations cartographiques du territoire : la carte de Cassini (XVIIIe siècle), la carte d'état-major (1820-1866) et les cartes ou photos aériennes de l'IGN pour la période actuelle (1950 à aujourd'hui).

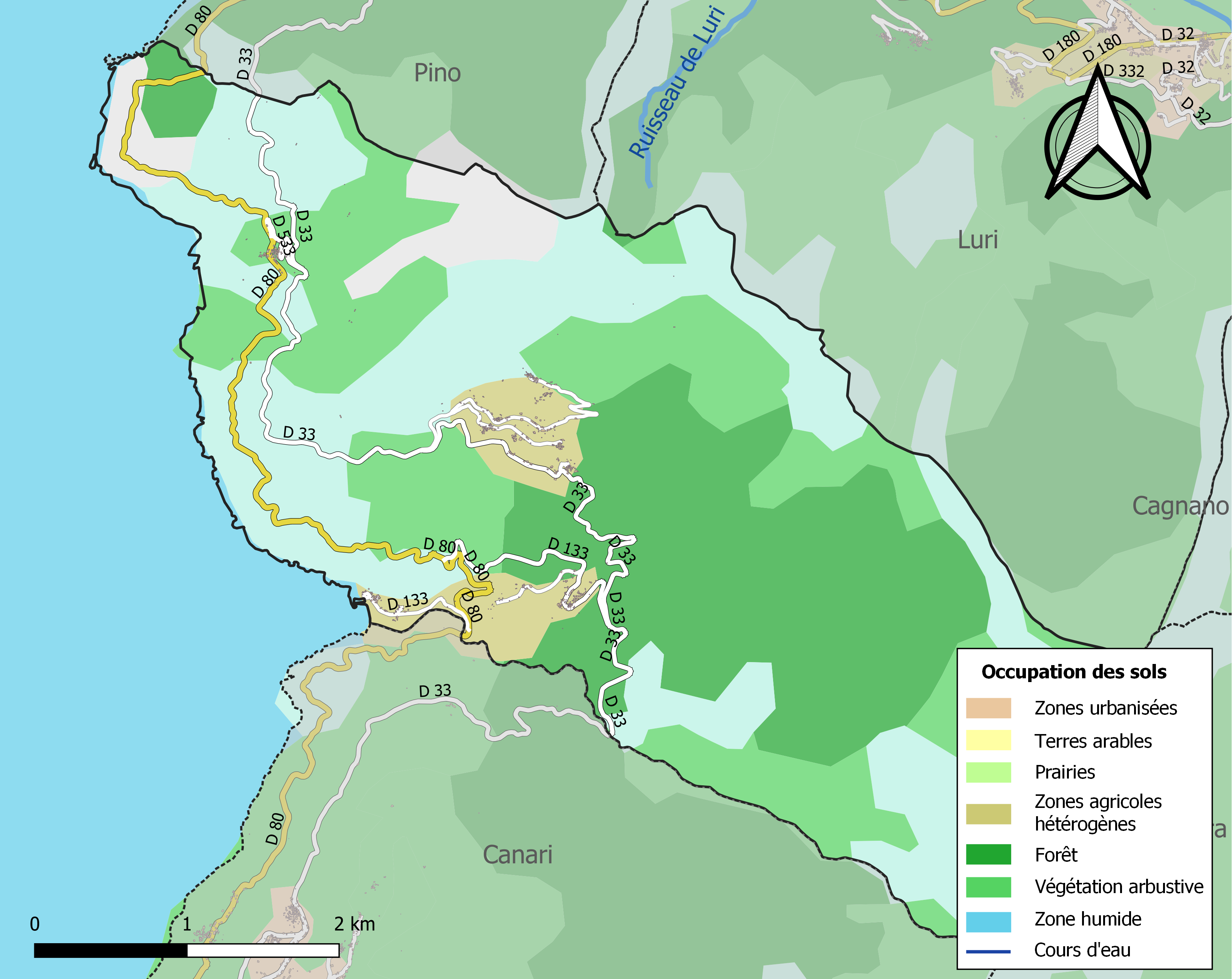
Carte des infrastructures et de l'occupation des sols de la commune en 2018 (CLC).

### Chiesa
Chiesa est à la fois le centre du village et le centre administratif de la commune. S'y trouvent la mairie, dominée par l'église paroissiale San Pantaleone, et l'ancienne chapelle de confrérie Santa Croce.

### Torra

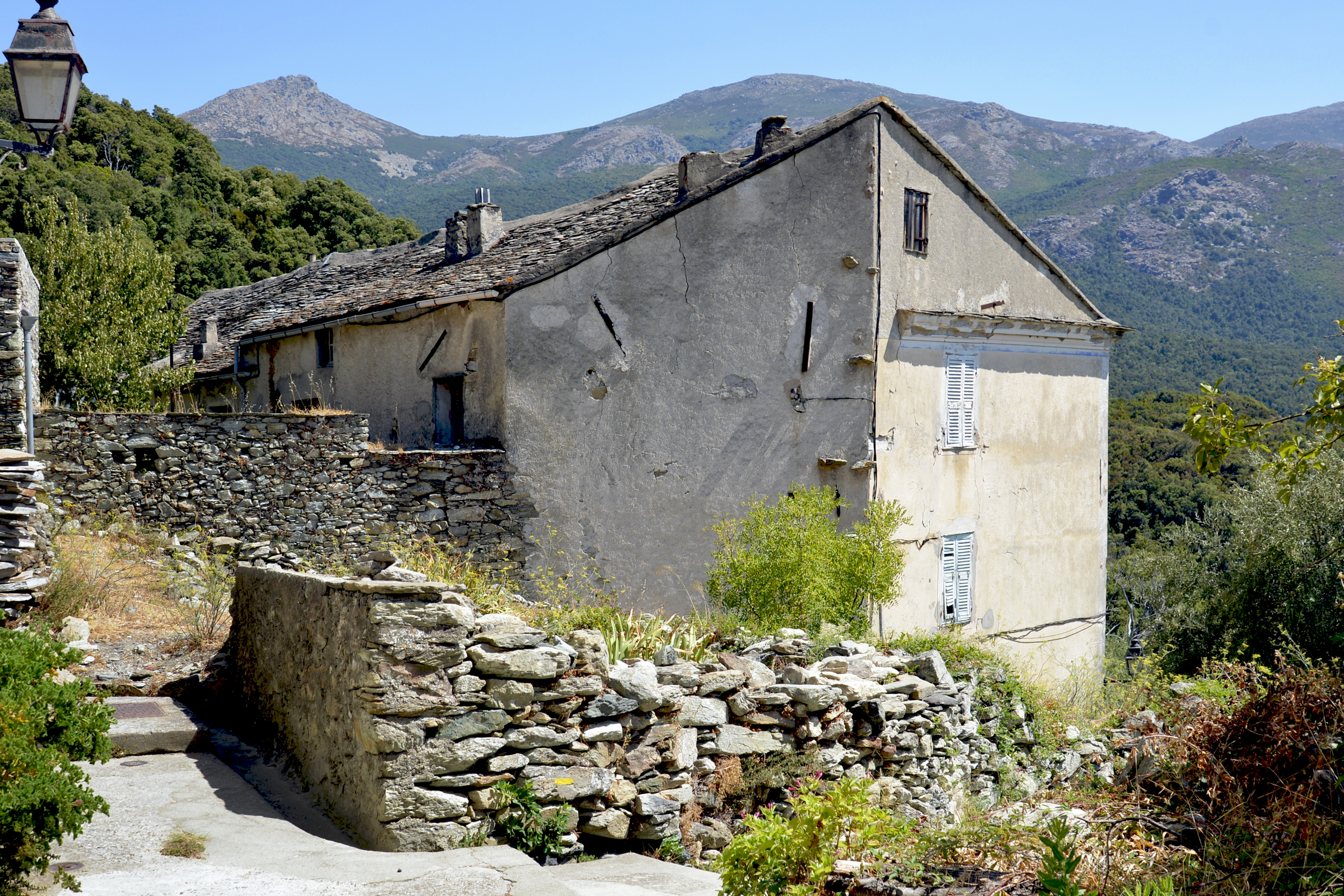
Vieilles maisons de Torra, construites en pierres de schiste avec un toit couvert de lauzes.

Situé au sud du village, Torra est proche d'une centaine de mètres au sud-est des ruines du village de Castelluccio abandonné au début du XIXe siècle et de sa tour carrée, et de deux cents mètres à l'est des ruines du hameau de Valle abandonné vers 1960. S'y trouve la chapelle San Matteu construite vers 1850. Le village de Vezzulacce à 60 m au nord-est a été abandonné vers 1810.

### Hameau de Brachelle
Petit hameau au sud-est du village, Brachelle était autrefois appelé Breghele. Il est composé de quelques rares maisons et quasiment inhabité l'hiver. À 350 m à l'ouest, enfouies sous un épais maquis, les ruines du village de Fieno (ou Feno) abandonné il y a deux cents ans.

### Hameau de Mascaracce

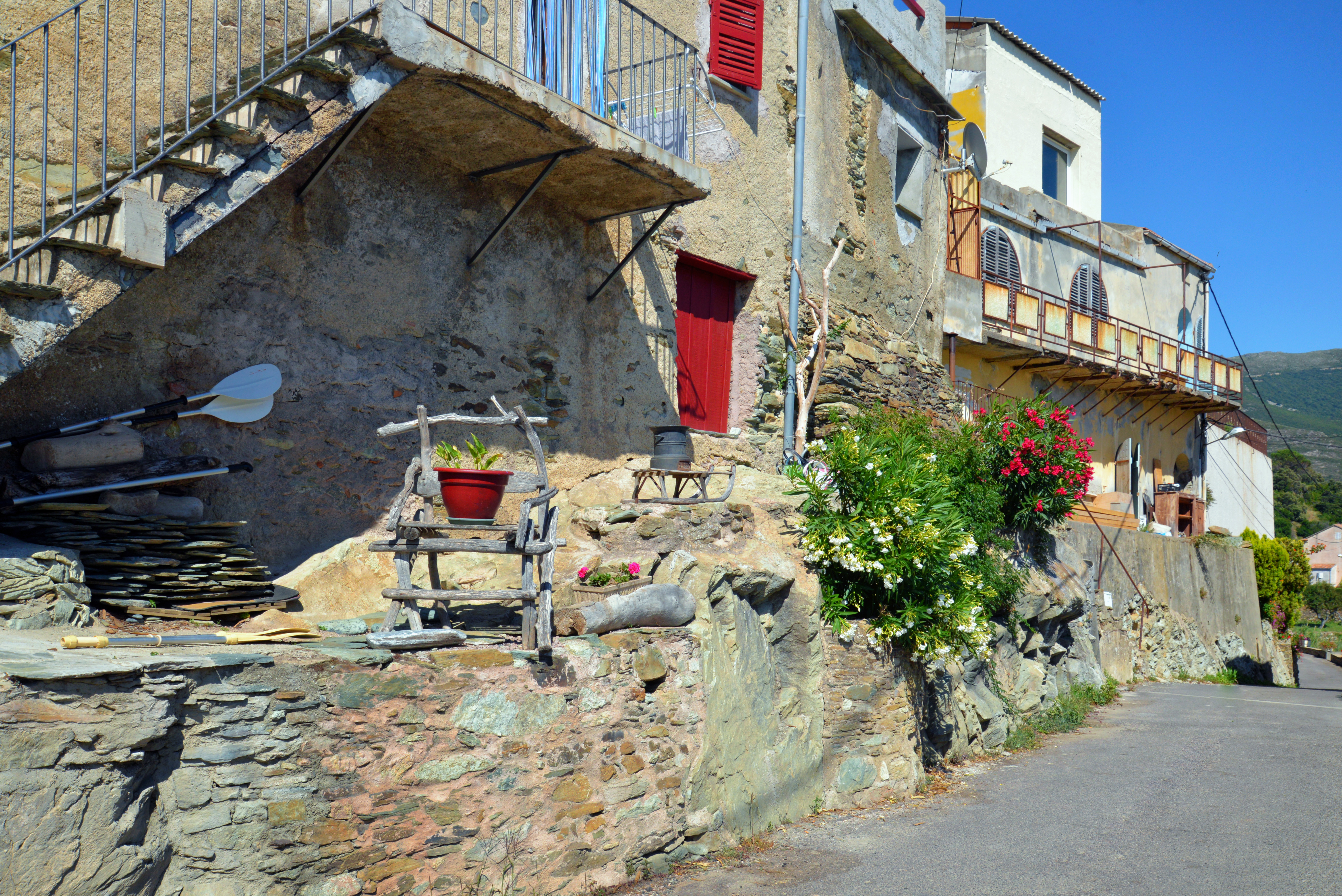
Vieilles maisons de Mascaracce.

Autrefois appelé Mascheraghie, le hameau se situe à l'ouest du village. Il possède une chapelle San Guglielmu.

### Hameau de Casanova
Le hameau est situé à 200 mètres à l'est de Mascaracce. À proximité se situait le hameau de Muraghju disparu il y a environ quatre siècles.

### Hameau de Stazzona
Au sud-est du village, ce hameau est situé à deux cents mètres à l'ouest des ruines du hameau de Novella inhabité depuis 1930.

### Hameau de Poggio
Poggio est un hameau situé juste au nord de Casanova.

### Hameau de Olmi
Situé un peu au nord de Chiesa, le hameau possède deux édifices religieux : la chapelle San Vincenzu et la chapelle ruinée de San Sebastianu.

### Hameau de Pietricaggiu
Ce hameau tout au nord du village à 796 m d'altitude, recèle la chapelle San Giuvanni Battista.

### Hameau de Minerviu

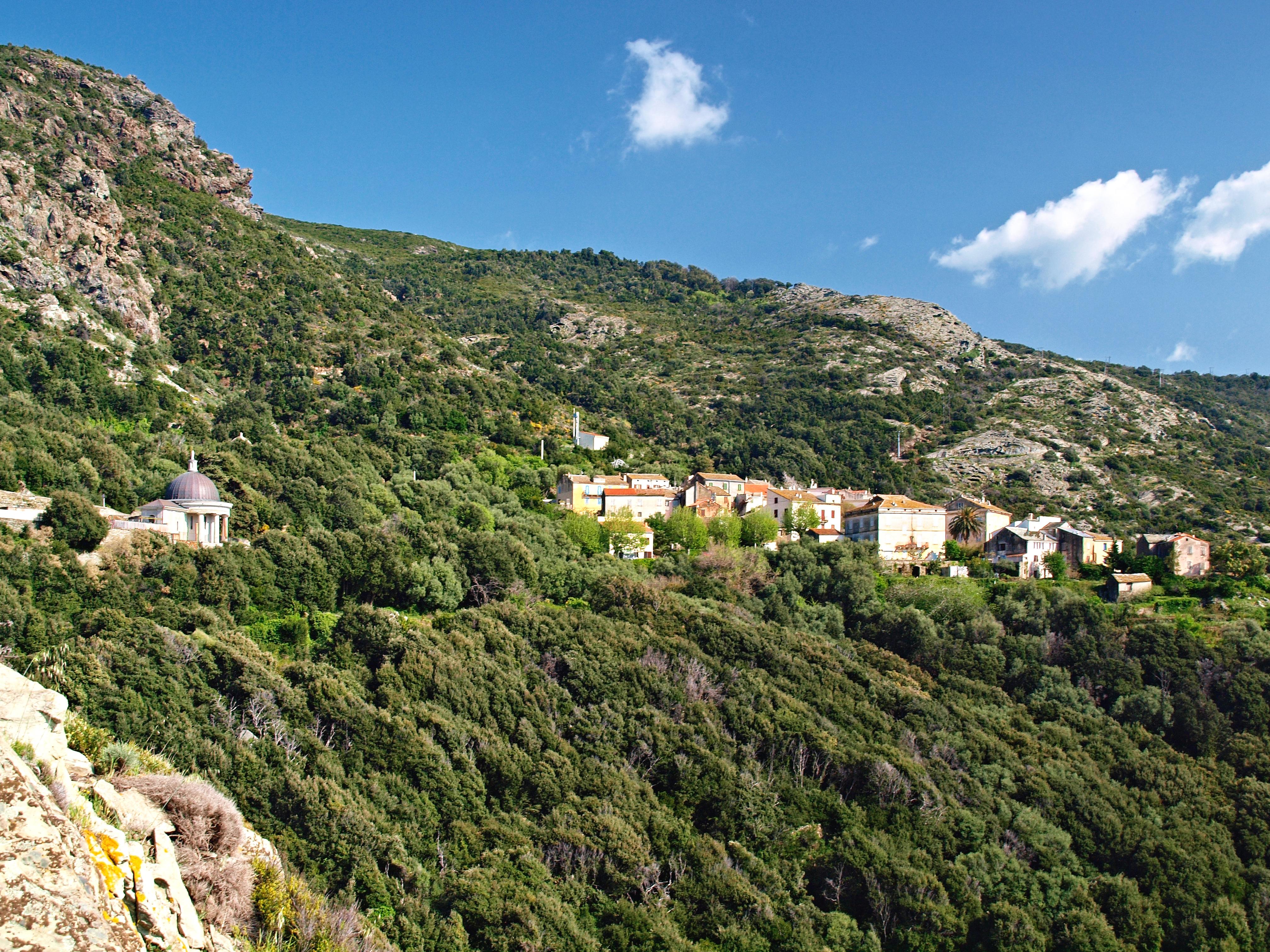
Vue sur le hameau de Minerviu.

Situé tout au nord de la commune, il est le seul hameau traversé par la route D 80 appelée localement « grande corniche ». Du fait de sa position, il est un remarquable « balcon » sur la Mer Ligure. Il est parfois appelé Minerbio, du nom donné par les Romains qui l'ont fondé et qui vénéraient Minerve. Minerviu a été plusieurs fois ravagé par des attaques de Barbaresques. S'y trouve l'église Santa-Catarina. À l'ouest du village, la petite crique de Salàghja était autrefois utilisée comme une petite marine pour des escales rapides car ouverte à to 
Au XIIe siècle les Peverelli, seigneurs de l'époque, avaient fait construire le château de Minerviu (appelé Castrum Minerbii) au sommet de la Punta di Minerviu (416 m). Assiégé en vain par Giudice de Cinarca en 1268, il avait été démoli en 1358. Reconstruit peu après, il est en ruine depuis le XVIIe siècle.
Jusqu'au XVe siècle, Minerviu était un village, une communauté distincte. De remarquables tombes familiales surprennent par leur somptuosité et par leur sévérité. À la sortie nord de la localité, se trouve un tombeau monumental, celui de la famille Altieri. Il est certainement le plus imposant du Cap Corse, peut-être même de Corse. Au sud, les ruines du hameau de Ficajola abandonné vers 1820.

### Conchiglio

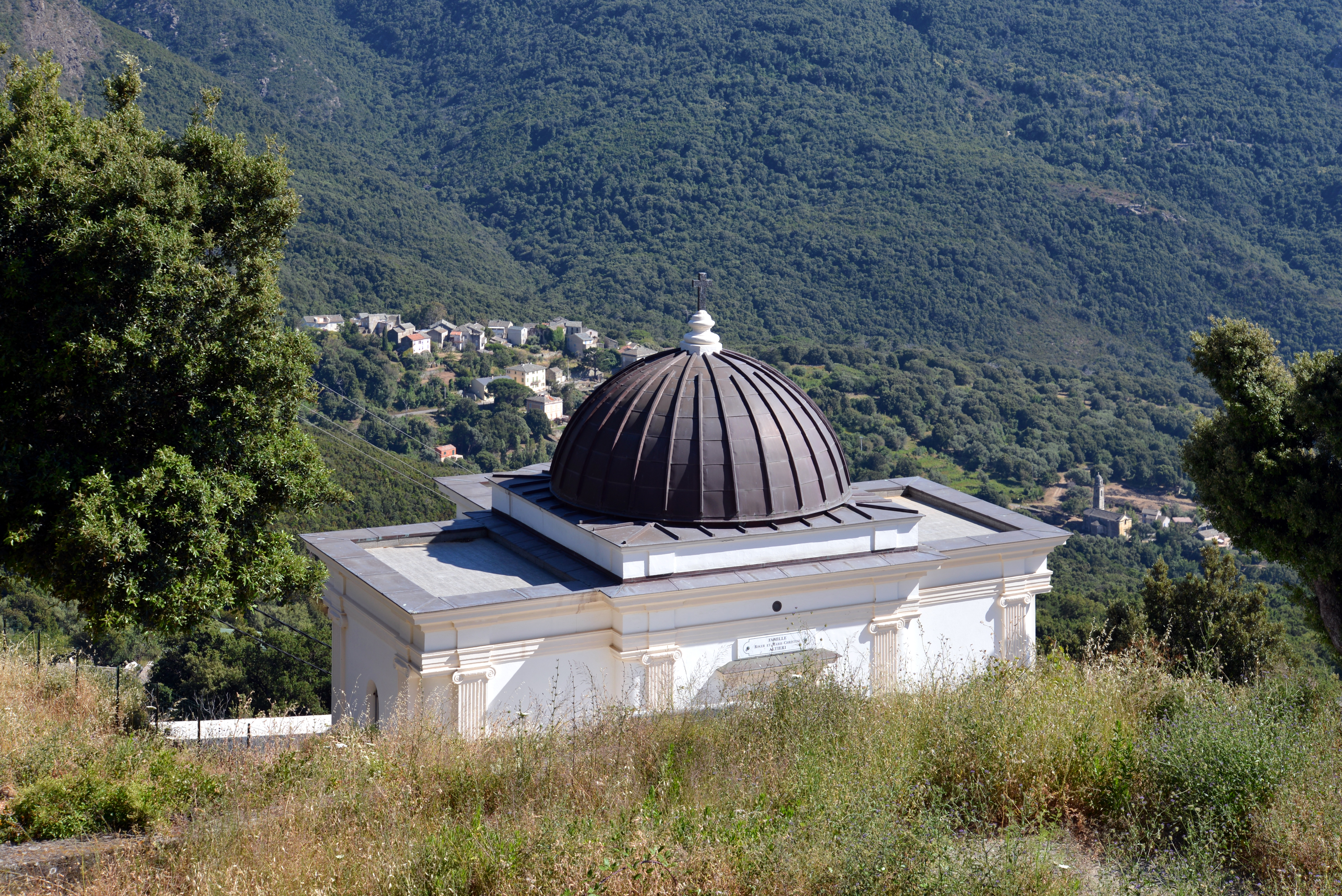
La chapelle funéraire de la famille Altieri. À l'arrière-plan, Conchigliu et l'Annonciada.

Le village de Conciglio avait été fondé par les Romains. Son nom vient du grec konkhylion qui signifie coquillage car son vallon est en forme de petite conque. Il possédait un château ruiné au XIVe siècle. Avec Nunziata un tout petit hameau, Conchiglio formait un fief non temporel. Les évêques du Nebbio en ont été comtes de 1269 à 1789. À Nunziata se trouvait un ancien couvent des Servites ; l'église conventuelle Santa Maria Annunziata servait de paroisse à Conchiglio. À 1,5 km au nord-est, se situe le lieu-dit Balsce. Jadis s'y trouvait le village de Balsce qui a totalement disparu. Au-dessus du site, se trouvent des bergeries accessibles par des sentiers.

### Marine de Giottani

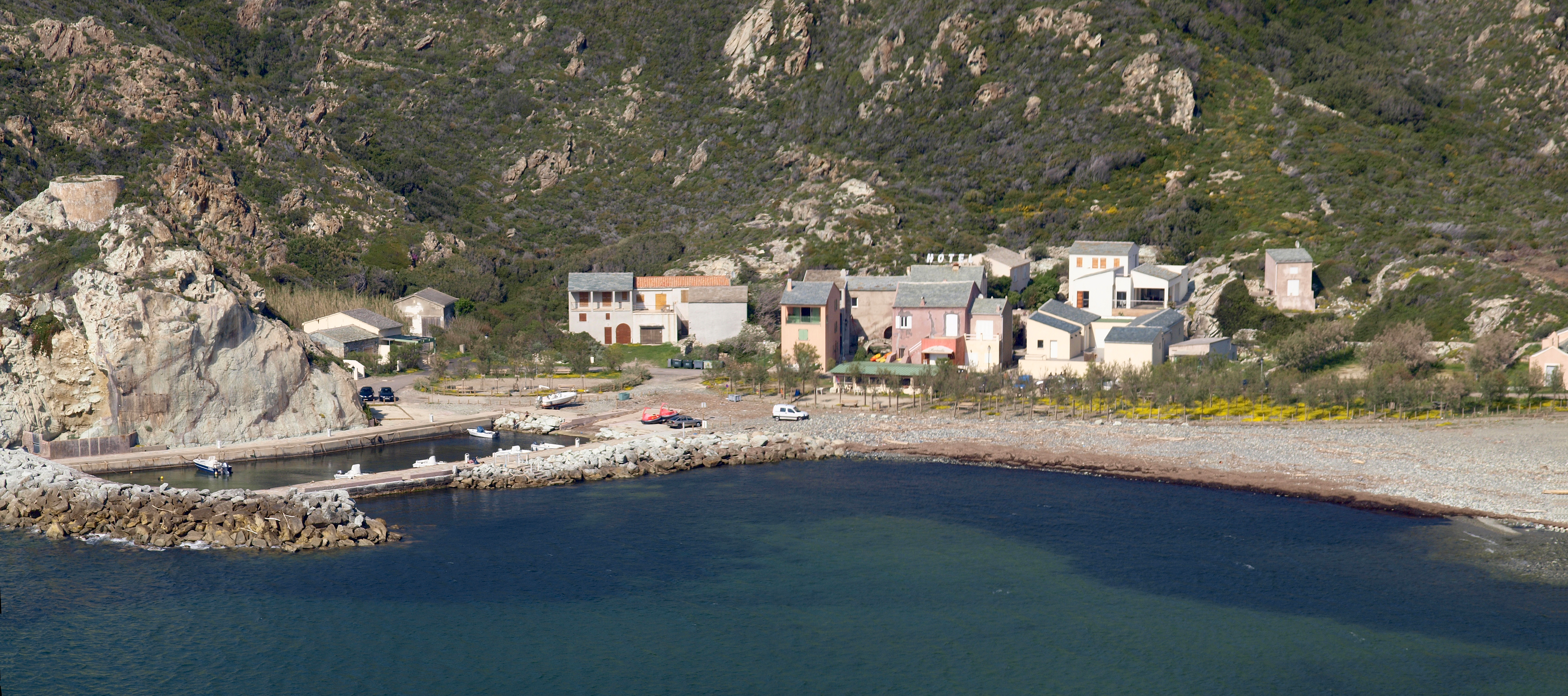
Marine de Giottani.

Cette marine au sud de la commune, jadis orthographiée Jottani, est un petit port de pêche déserté en période hivernale. S'y trouve la chapelle San Roccu et une tour génoise ronde dont il ne reste que la base, la Torra di Castelluciu ou Torra Calcatoia. Elle avait été construite à la fin du XVIIe siècle en remplacement d'un ancien moulin.
Au XVIIIe siècle, la marine disposait de 12 petits navires et de 11 magazzini (entrepôts) pour des opérations de commerce local.
Des travaux d'aménagements pour la mise en valeur du site se sont achevés en 2006. le petit port présente des installations récentes. De très nombreux tamaris ont été plantés pour apporter à la fois verdure et ombrage à cet endroit brûlé par le soleil estival, devenu un parc aujourd'hui. Un établissement hôtelier et un autre de restauration y sont ouverts en saison.

## Toponymie
Le nom corse de la commune est Barèttali [baˈrɛttali]. La commune fut d'ailleurs orthographiée Barettali avec un seul r dans les documents officiels jusqu'en 1801 au moins. Ses habitants sont les Barettalesi.

## Histoire

### Préhistoire
Barrettali a été habité depuis très longtemps comme l'atteste la présence des cinq menhirs datés de 1900 av. J.-C. sur les hauteurs de la commune sur le site de Pinzu a Verghine.

### Antiquité
Conciglio avait été fondé par les Romains. Son nom vient du grec konkhylion qui signifie coquillage car son vallon est en forme de petite conque.

### Moyen Âge
Barrettali dépendait de la fin du IXe siècle à 1197, des Peverelli, puis de 1198 à 1248 des Avogari, enfin de 1248 à 1592 des Da Mare de San Colombano di Rogliano.
- 1246 - Agostino Peverelli vend ses droits sur le Cap Corse à Ansaldo da Mare, amiral génois, qui en 1248 reprend le nord-ouest du Cap (Ersa-Giottani) aux Avogari, en 1249 annexe Cagnano et achète les droits d'Aldovrando seigneur de Campo di Luri ainsi que les droits des Avogari sur La Chiappella. En 1250 le sud du Cap est aux Avogari, le nord à Ansaldo ; ce dernier construit le Castellacciu San Colombano (à Rogliano) où siège de son administration. Barrettali fait partie de la pieve de Minerbio, une pieve de la façade occidentale du Cap Corse dans le fief de San Colombano.
- 1348 - Mort de Galeotto da Mare (dit Giachetto, arrière-petit-fils d'Ansaldo); son fief est partagé entre ses enfants : Babiano a tout sauf Centuri pour Crescione ; Morsiglia va à Nicolas (fils de Crescione) mais il est peu après aussi seigneur de Centuri ; Pino va à Bartolomeo (frère de Crescione).
- 1358 - Une révolte populaire dirigée par Sambucucciu d'Alandu chasse de leurs fiefs les seigneurs remplacés par des Caporali. Presque tous les châteaux sont démolis.
- 1483 - les six fiefs du Cap font promesse de vassalité à l'Office de Saint Georges.

1592 - Profitant du désaccord des héritiers de Barbara da Mare (décédée en 1582) Gênes (par son gouverneur Augustin Doria) s'empare du fief de San Colombano qui devient la "provincia di CapoCorso" et impose son administration : dans chaque commune des podestats remplacent les gonfaloniers seigneuriaux.
- 1625 - Les Génois prennent en main l'administration des fiefs de Nonza et Brando qui n'existent alors plus que de noms ; seul subsiste le fief de Canari.

#### Castello di Minervio
Au XIIe siècle les seigneurs Peverelli avaient construit le château de Minervio (appelé Castrum Minerbii) au sommet de la Punta di Minervio (416 m). Assiégé en vain par Giudice de Cinarca en 1268, il avait été démoli en 1358 lors de la révolte populaire menée par Sambucucciu d'Alandu. Tous les seigneurs avaient été chassés de leurs fiefs et remplacés par des Caporali. Tous les châteaux avaient été démolis, à part six dont ceux de Nonza et San Colombano. Reconstruit peu après par la famille Da Mare de San Colombano di Rogliano, il est en ruine depuis le XVIIe siècle.
Au XVe siècle, Pieretto de Falello de Leca natif de Vezzulacce - village abandonné depuis, situé à proximité de Torra, avec l'aide de la population chassa du Cap Corse un seigneur milanais qui voulait s'approprier le fief des Da Mare à la mort de Simon Da Mare. À cette époque, Barrettali était parfois nommé Berrettali.

### Temps modernes
Vers 1520, Barrettali est une communauté de la seigneurie Da Mare et comptait 300 habitants. Elle avait pour lieux habités :
- Conchilio, Conchigliu, au sud du village de Barrettali
- le Brachelle, Brachelle
- Le Case Nove, Casanova
- lo Petricagio, Petricaggio
- Balsia, Balsce à l'est du village, disparu
- la Torre, Torre
- lo Feno, Fieno, abandonné au XVIIIe siècle, ruiné depuis
- le Mascaragie, Mascaracce
- Caselucchie,
- Novella, Novella inhabité depuis 1930.

Minervio a été maintes fois razzié par les Barbaresques, notamment en 1563 par l'armée turque de Mammi Pacha de Pino dit Mammi Corsu, de son vrai nom Filippu d'Arbellara, en même temps que Morsiglia et Centuri, puis avant 1586. Pinois d'origine, Mammi Pacha avait épargné Pino à la demande du Supérieur du couvent San Francesco qui lui avait appris à lire et à écrire.
C'est en 1592 que Barrettali sera contrôlé par Gênes avant de basculer dans le camp paoliste en 1757.
Au début du XVIIe siècle Barrettali constituait une des cinq pièves judiciaires que comptait la province civile du Cap Corse. Sur le plan civil, Barrettali dépendait de la piève de Luri. Sur le plan religieux, elle faisait partie de la piève de Canari qui était sous l'autorité de l'évêque de Nebbio près de Saint-Florent.
En 1790, supprimant la province du Cap Corse, la Révolution divisa le Cap Corse en quatre cantons : Capobianco (Rogliano), Sagro (Brando), Santa Giulia (Nonza) et Seneca (Luri), incluant dans ce dernier la commune de Barrettali.
De 1828 à 1973, le canton de Seneca portera le nom de canton de Luri.

### Époque contemporaine

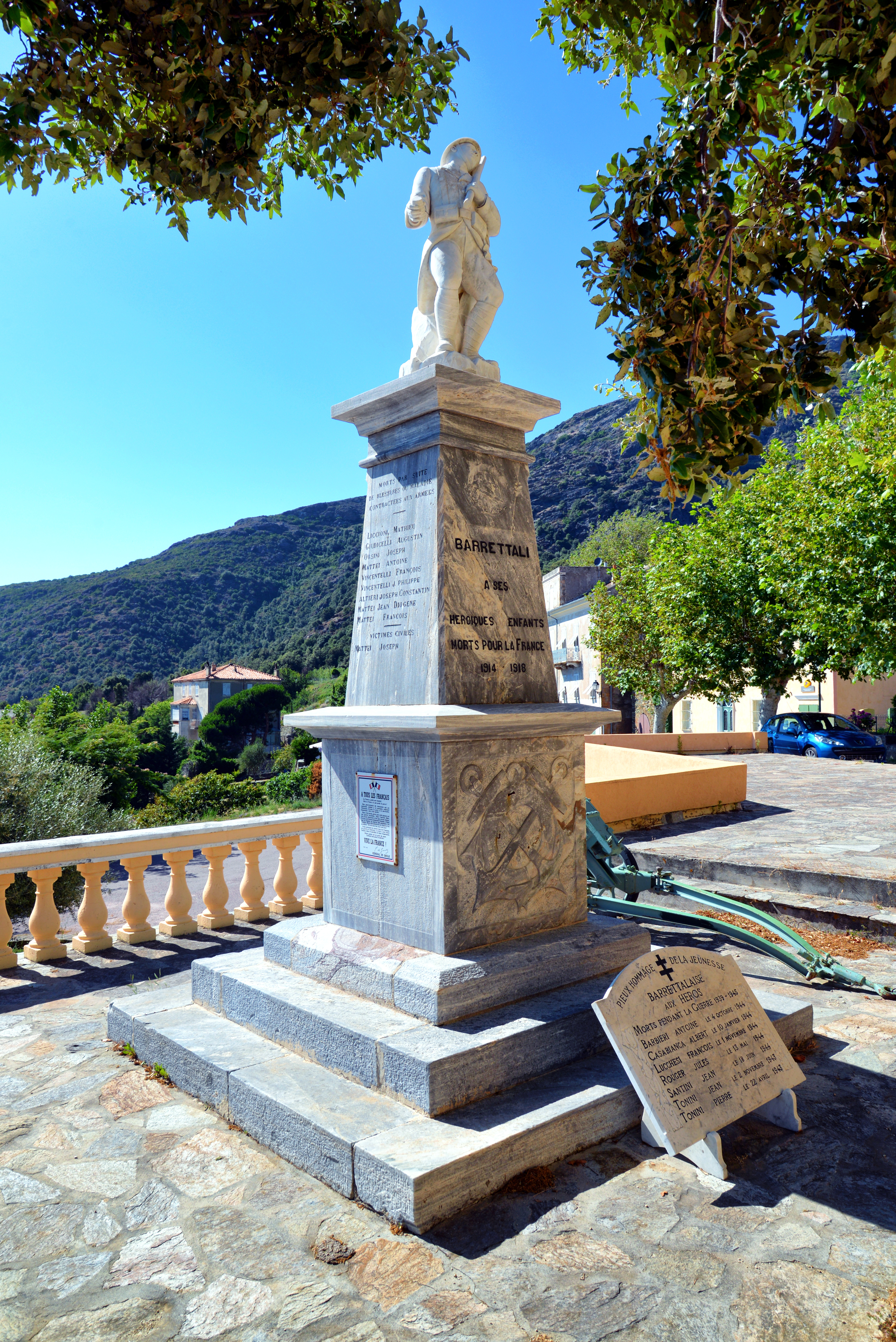
Monument aux morts du village.

En 1973, les cantons de Luri et de Rogliano fusionnent pour créer le nouveau canton de Capo Bianco (Rogliano).
En 1794, Barrettali intègre le canton de Canari qui vient d'être créé.
Comme toutes les autres communes du Cap Corse, Barrettali a payé un lourd tribut aux deux dernières Guerres mondiales comme en témoignent les nombreux noms gravés sur son monument aux morts.

## Politique et administration

### Liste des maires
| Période     | Période     | Identité             | Étiquette | Qualité  |
| ----------- | ----------- | -------------------- | --------- | -------- |
| mars 2001   | 23 mai 2020 | Antony Hottier       | DVD       | Retraité |
| 23 mai 2020 | En cours    | Dominique Baccarelli |           |          |

### Politique de développement durable
La commune a engagé une politique de développement durable en lançant une démarche d'Agenda 21 en 2008.

## Population et société

### Démographie
L'évolution du nombre d'habitants est connue à travers les recensements de la population effectués dans la commune depuis 1800. Pour les communes de moins de 10 000 habitants, une enquête de recensement portant sur toute la population est réalisée tous les cinq ans, les populations de référence des années intermédiaires étant quant à elles estimées par interpolation ou extrapolation. Pour la commune, le premier recensement exhaustif entrant dans le cadre du nouveau dispositif a été réalisé en 2007.

En 2022, la commune comptait 160 habitants, en évolution de +21,21 % par rapport à 2016 (Haute-Corse : +5,15 %, France hors Mayotte : +2,11 %).
| 1800 | 1806 | 1821 | 1831 | 1836 | 1841 | 1846 | 1851 | 1856 |
| ---- | ---- | ---- | ---- | ---- | ---- | ---- | ---- | ---- |
| 528  | 547  | 552  | 627  | 663  | 708  | 759  | 745  | 834  |

| 1861 | 1866 | 1872 | 1876 | 1881 | 1886 | 1891 | 1896 | 1901 |
| ---- | ---- | ---- | ---- | ---- | ---- | ---- | ---- | ---- |
| 847  | 911  | 943  | 974  | 974  | 949  | 976  | 948  | 967  |

| 1906 | 1911 | 1921 | 1926 | 1931 | 1936 | 1946 | 1954 | 1962 |
| ---- | ---- | ---- | ---- | ---- | ---- | ---- | ---- | ---- |
| 924  | 709  | 965  | 880  | 923  | 882  | 710  | 620  | 234  |

| 1968 | 1975 | 1982 | 1990 | 1999 | 2006 | 2007 | 2012 | 2017 |
| ---- | ---- | ---- | ---- | ---- | ---- | ---- | ---- | ---- |
| 232  | 186  | 145  | 138  | 131  | 155  | 159  | 131  | 133  |

| 2022 | - | - | - | - | - | - | - | - |
| ---- | - | - | - | - | - | - | - | - |
| 160  | - | - | - | - | - | - | - | - |

### Enseignement
L'école primaire publique la plus proche se situe à Canari, celle de Patrimonio de 36 km. Le collège d'enseignement général le plus proche est celui de Luri à 22 km et le lycée celui de Bastia- Montesoro, distant de 50 km via le col de Teghime.

### Santé
Les médecins les plus proches se trouvent à Luri (22 km) et à Saint-Florent (40 km). Le Centre hospitalier général de Bastia est distant de 49 km. La clinique la plus proche est située à Luri (22 km), de même qu'une pharmacie et deux masseurs-kinésithérapeutes. Une infirmière exerce à Canari.

### Sports

#### Randonnées
- Sentier de randonnée balisé partant en piste depuis l'entrée du hameau de Pietricaggio (altitude (400 m), passant par les cinq menhirs de Bocca di U Pinzu a Verghine (593 m), la bergerie du Trand (653 m), la bergerie du Liou (916 m), et la Funtana di So au Piano di Tavola. La piste s'arrête là.

On peut continuer par le sentier menant vers la bocca di Viezza (10 396 m) à l'est, ou vers la bocca di a Serra (1 007 m) au sud.

### Cultes
La paroisse (Église Saint-Pantaléon) relève du diocèse d'Ajaccio.
- Le 27 juillet de chaque année, est fêtée la "San Pataleone", saint patron de la commune. Saint-Pantaléon martyrisé à Nicosie, est le patron des médecins.

## Économie
Au XVIIIe siècle, la marine de Giottani disposait encore de douze petits navires et de onze magazini (entrepôts) qui créaient l'activité principale du village. L'ouverture de routes dans le Cap Corse, suivie en 1908 de la crise du cédrat, précipitèrent la fin des échanges maritimes, entraînant l'abandon des cultures qui faisaient la prospérité du Cap Corse, et l'exode d'une bonne partie de la population.

## Culture locale et patrimoine

### Lieux et monuments
- Le Monte Grossu (397 m) situé à l'ouest du village, sur lequel se trouve un relais émetteur de télévision, est un point remarquable pour observer les couchers de soleil.

#### Tour de Giottani

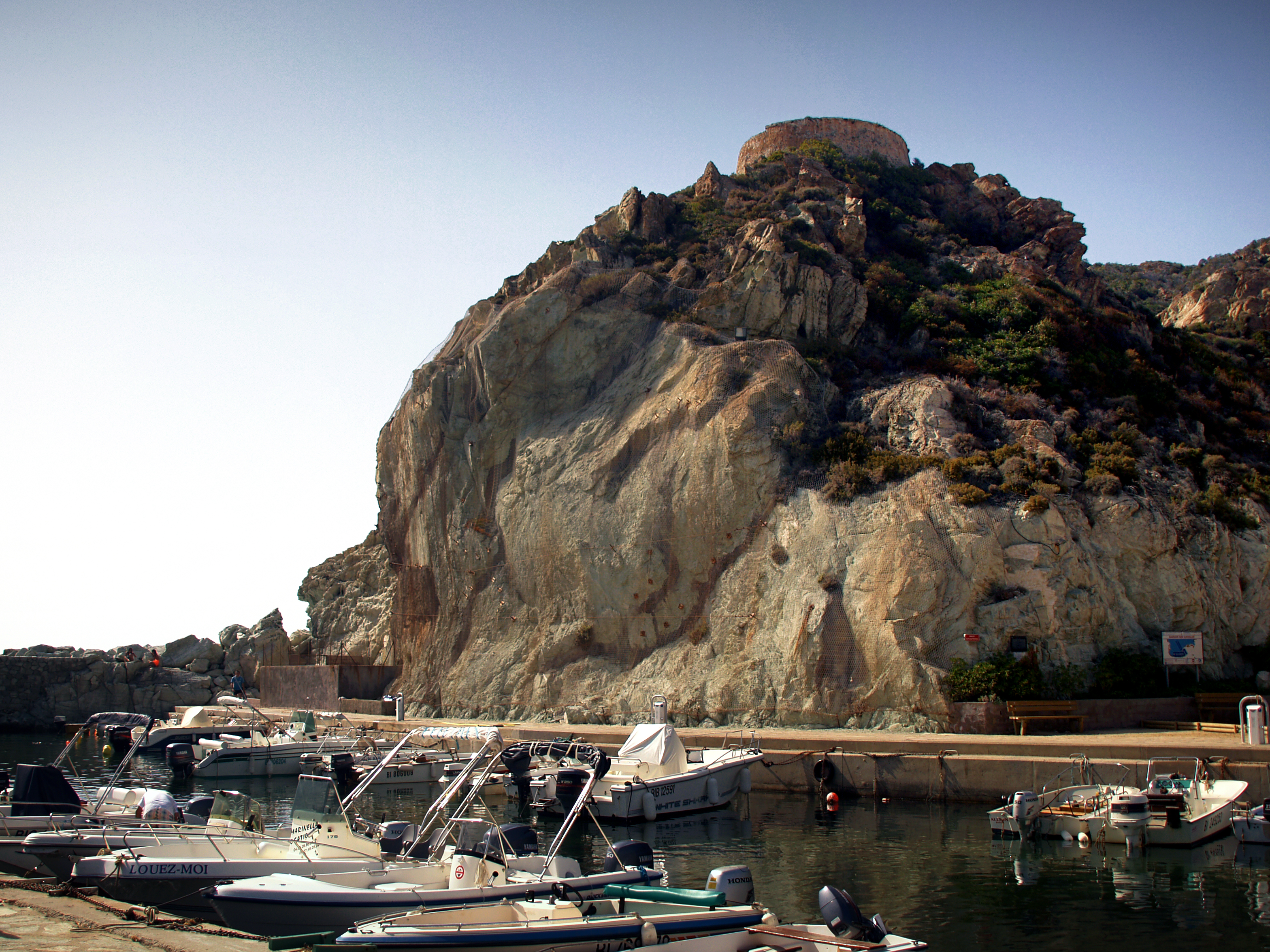
Vestiges de la Tour génoise de Giottani.

Cette tour génoise ruinée, est située sur un promontoire rocheux dominant l'actuelle marine de Giottani. Appelée Torra di Castelluciu ou Torra Calcatoia, elle avait été construite à la fin du XVIIe siècle en remplacement d'un ancien moulin. Il ne reste que sa base.

#### Site de Pinzu a Verghine
Le site préhistorique comporte 5 menhirs à Bocca di U Pinzu a Verghine, un col à 593 m d'altitude, à 2 km à l'est du village. Ces menhirs mesurent 2 m, 1,90 m, 1,75 m, 1,60 m et 1 m de haut. Ils auraient été élevés vers 1900 av. J.-C.

#### Monument aux morts

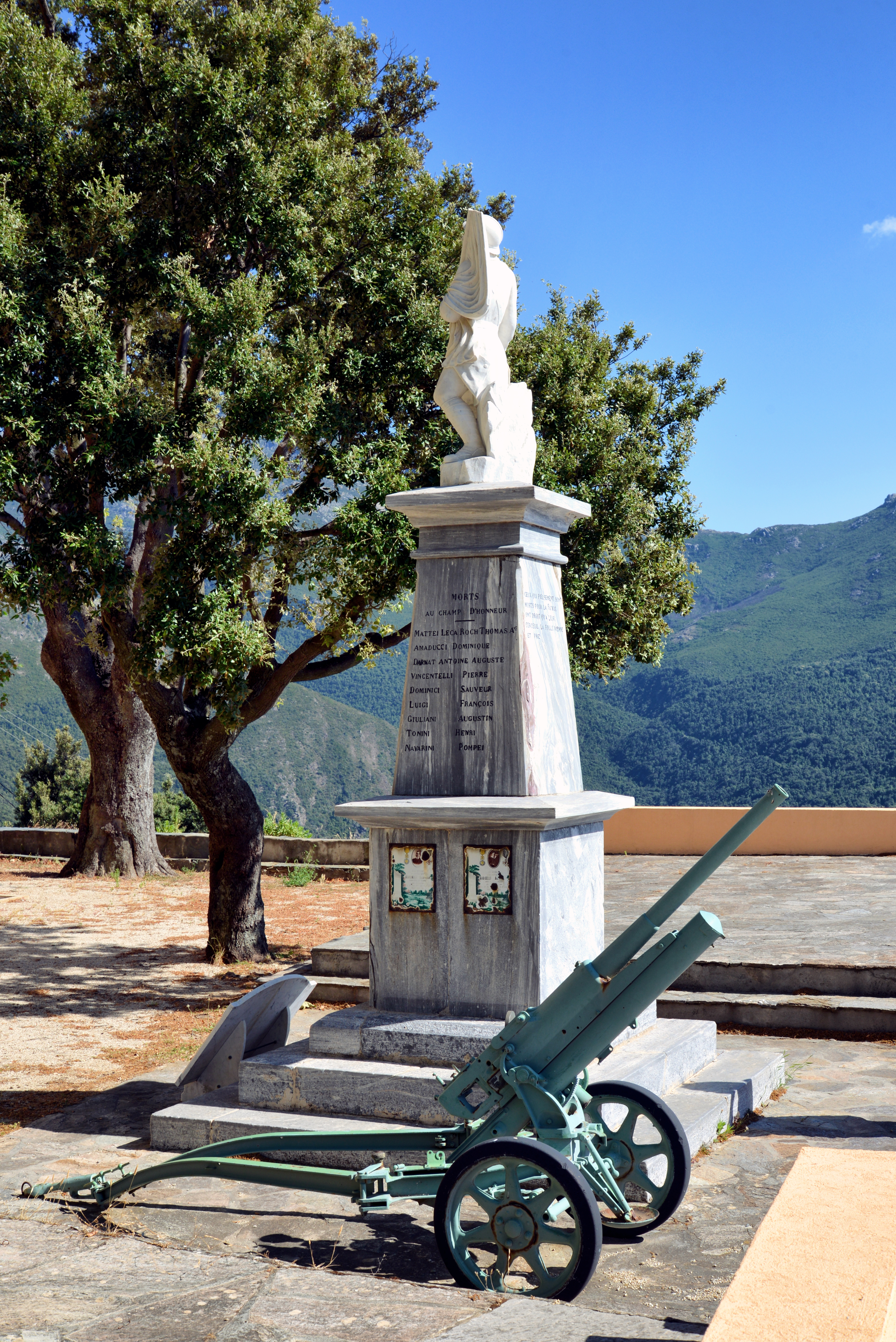
Le Monument aux morts du village.

Situé en face de la façade principale de l'église paroissiale, sur le parvis de l'église, le monument aux morts communal est côtoyé par un canon datant de la Deuxième Guerre mondiale.

#### Église paroissiale San Pantaleone

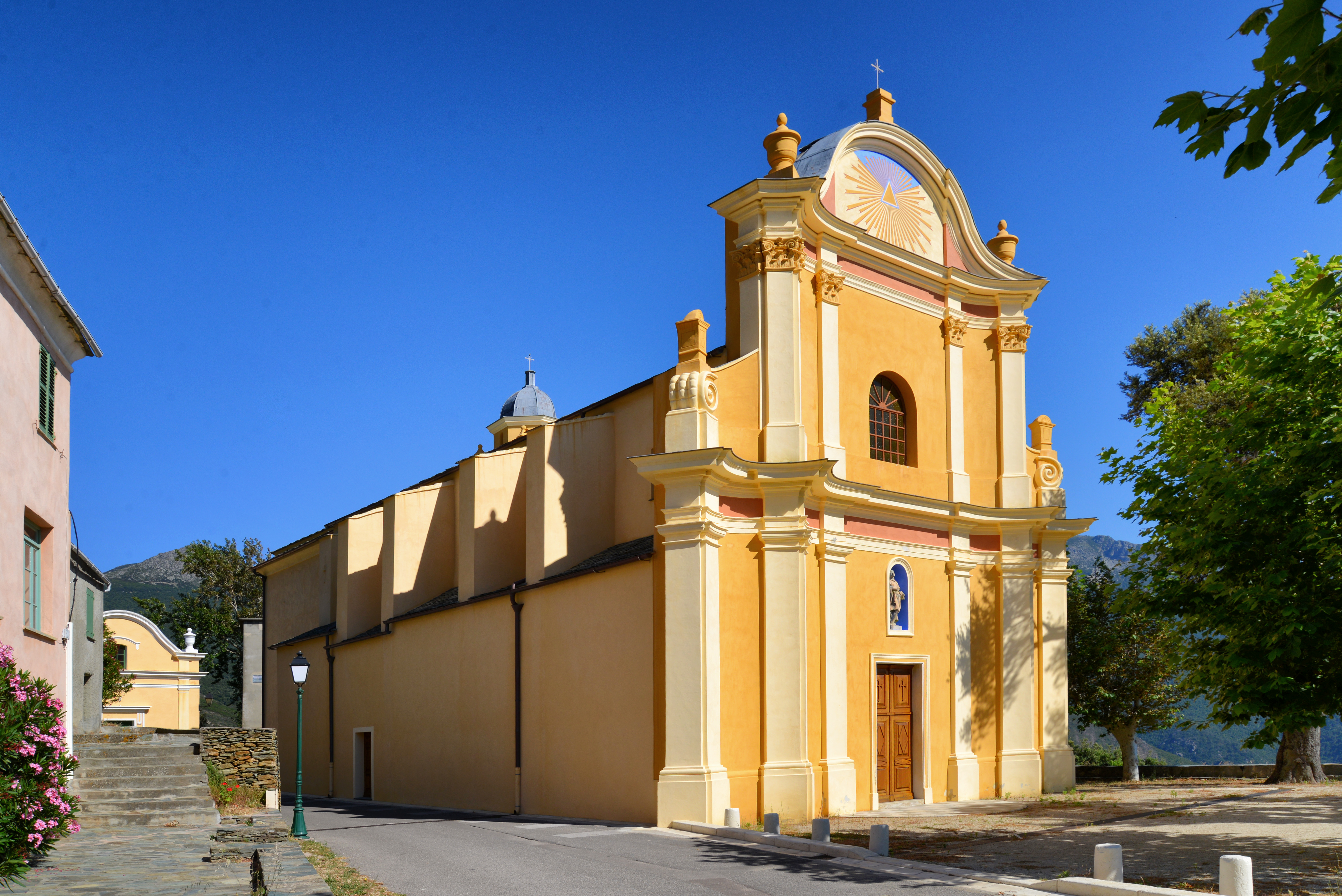
Église paroissiale San Pantaleone.

L'église paroissiale Saint-Pantaléon (San Pantaleone) à Chiesa, édifiée à la fin du XVIe siècle est inscrite Monument historique par arrêté du 28 décembre 1984 pour ses décors intérieurs des XVIe et XVIIIe siècles. L'édifice appartient à la commune.
Par ailleurs, l'église renferme des œuvres propriétés de la commune, également classées MH :
- tableau Notre-Dame du Mont Carmel remettant le scapulaire à saint Simon Stock, saint Charles Borromée et à la famille Altieri peinture à l'huile sur toile du XVIIe siècle de l'école corse classé le 21 novembre 2005[19] ;
- tableau et son cadre Deux franciscains invités à un repas, peinture à l'huile sur toile du XVIe siècle de l'école italienne, classés le 21 novembre 2005[20] ;
- tableau d'autel La Vierge et saint Pantaléon intercédant auprès de Dieu le Père pour les âmes du Purgatoire, peinture à l'huile sur toile du milieu du XVIIe siècle attribuée au peintre génois Giuseppe Badaracco, classé le 24 juillet 2002[21] ;
- meuble de sacristie en châtaignier daté limite XVIe siècle XVIIe siècle, classé le 20 février 1978[22].

#### Chapelle de confrérieSainte-Croix
La chapelle de confrérie Santa Croce du XVIIIe siècle, se trouve à Chiesa, derrière l'église paroissiale San Pantaleone. Le Prix National des Rubans du Patrimoine lui a été décerné en 2012.

#### Église de l'Annonciation

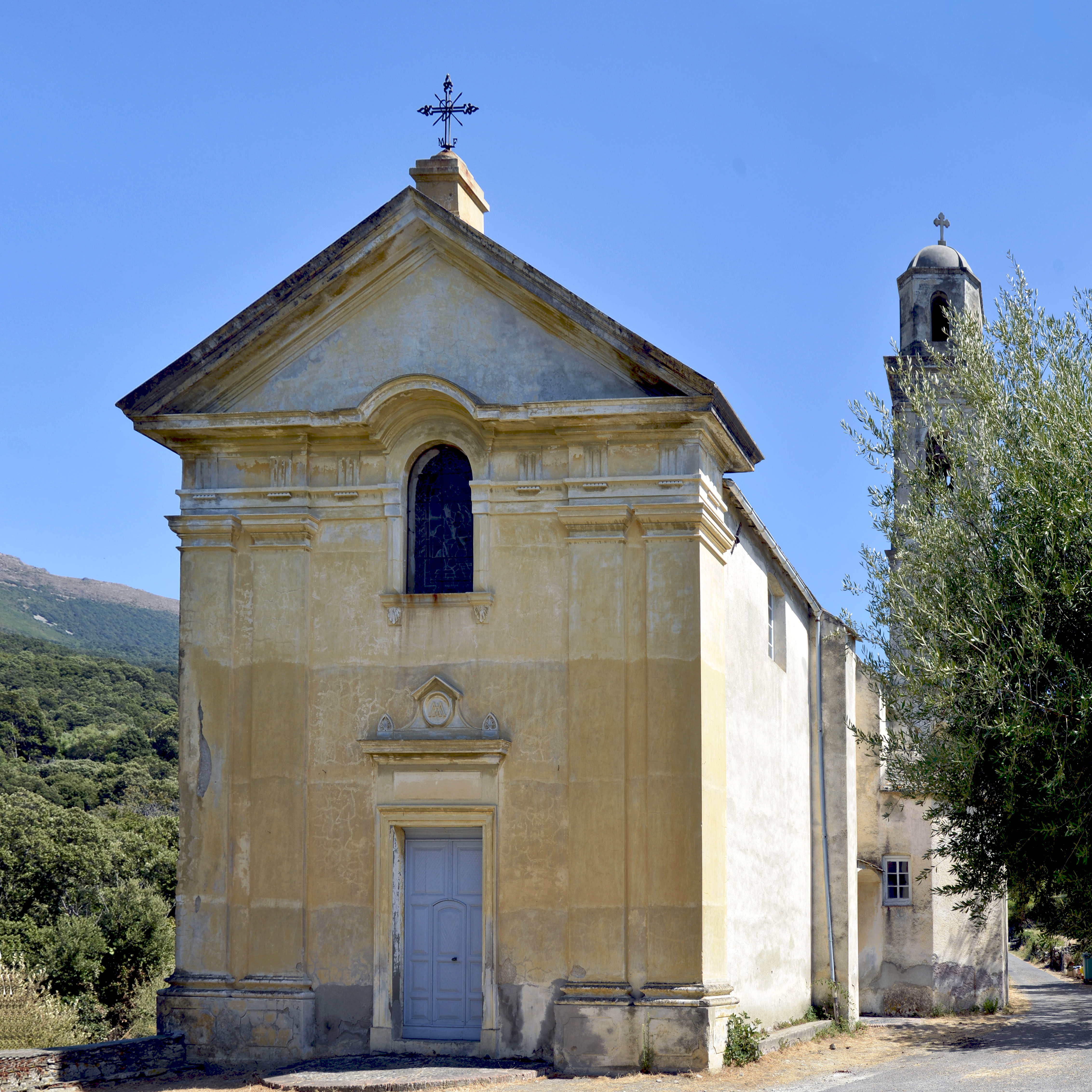
Église de l'Annonciation.

L'église de l'Annonciade (Annunziata) est située au nord-ouest de Conchiglio, au petit hameau de l'Annonciada, érigée en paroisse de Conchigliu en 1848. Elle appartenait à un petit couvent de Servites construit en 1590 et abandonné par les religieux en 1790.
Vers 1870 - 1875 l'ancienne chapelle conventuelle a été agrandie selon des plans de 1873, et restaurée. Le couvent resta habité jusque vers 1889.
L'église possède un remarquable orgue du début du XVIIe siècle, restauré en 1976, et un non moins remarquable meuble de sacristie sculpté.

#### Chapelle San Guglielmu
La chapelle Saint-Guillaume (San Guglielmu) à Mascaracce recèle un triptyque Vierge à l'enfant entre saint Jean-Baptiste et saint Antoine, une peinture sur bois doré, les trois panneaux, à fond or, étant séparés par des colonnes torses. L'œuvre datée du XVe siècle, a été classée MH le 20 février 1978.

#### Chapelle San Roccu
La chapelle de Saint-Roch (San Roccu) est un petit édifice religieux situé dans la marine de Giottani. Messe et procession s'y déroulent tous les 16 août.

#### Chapelle San Ghjuvan Battista
La chapelle Saint-Jean-Baptiste (San Ghjuvan Battista) se situe au hameau de Petricaggio, tout au nord du village de Chiesa.

#### Chapelle Saint-Mathieu
Cet édifice religieux qui se situe au hameau de Torre, est privée. Elle a été édifiée en 1854 par les familles Mattei de Torre, et dédiée à saint Mathieu.

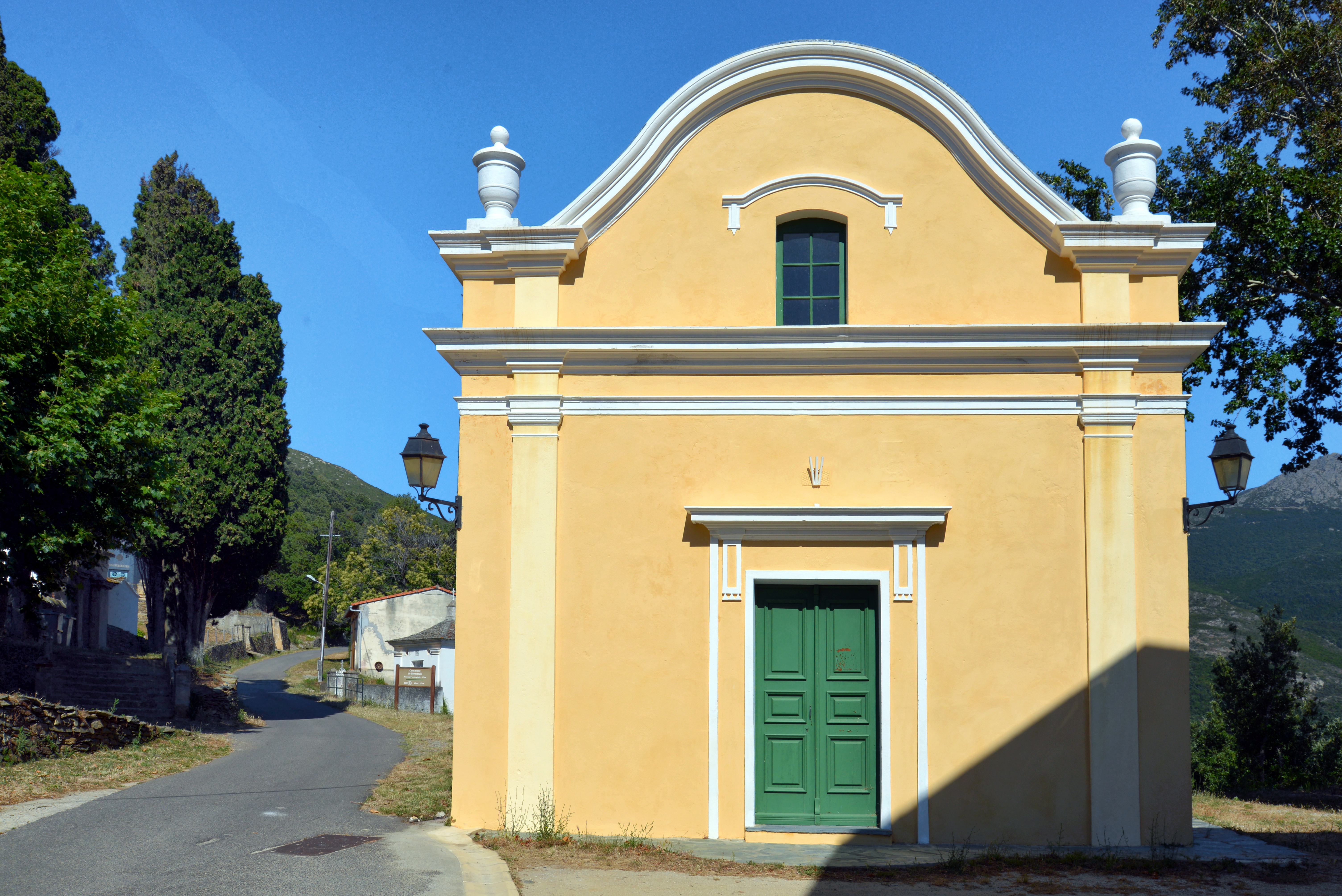
Confrérie Santa Croce.
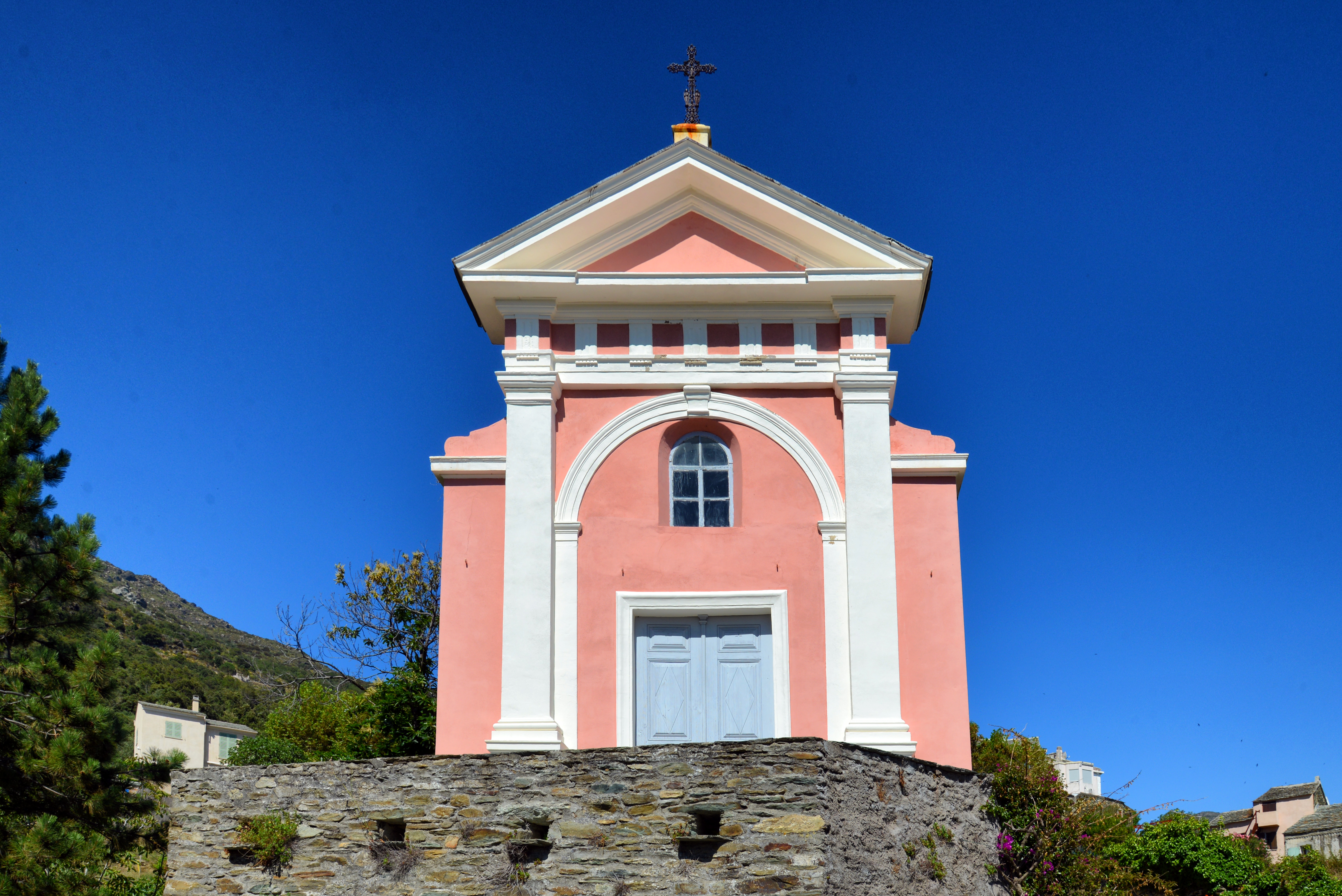
Chapelle San Guglielmu de Mascaracce.
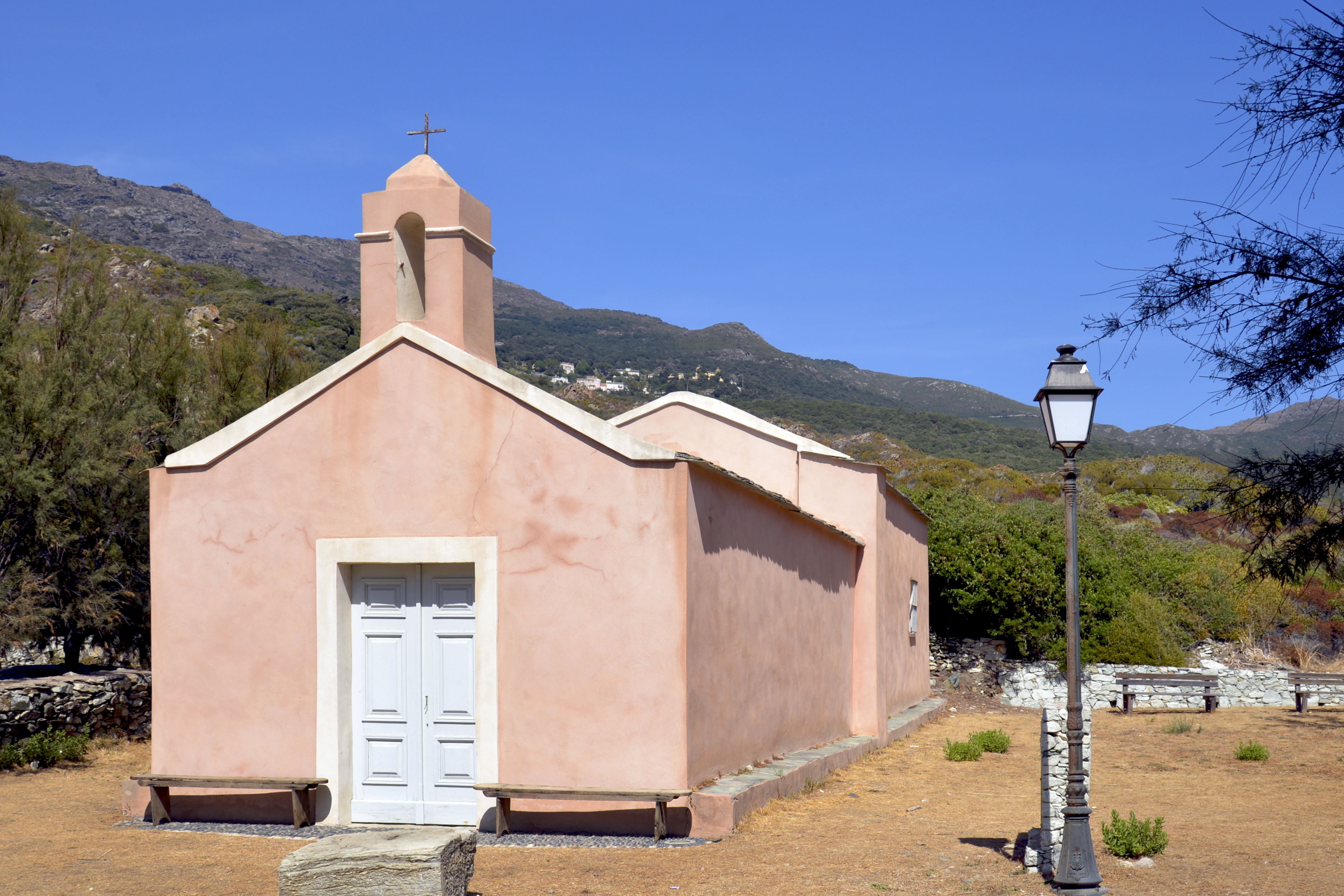
Chapelle San Roccu de Giottani.
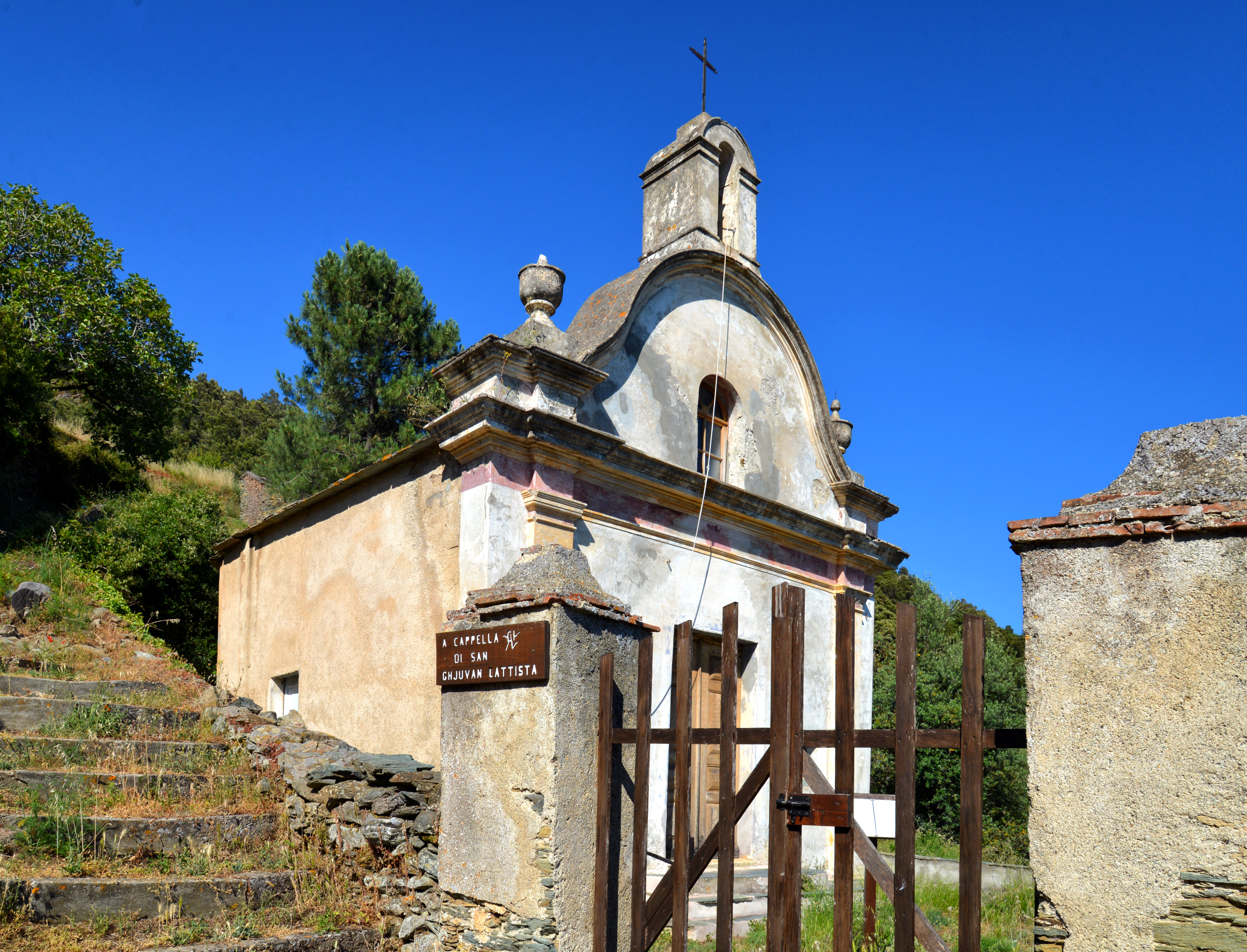
Chapelle Saint-Jean-Baptiste de Petricaggio.
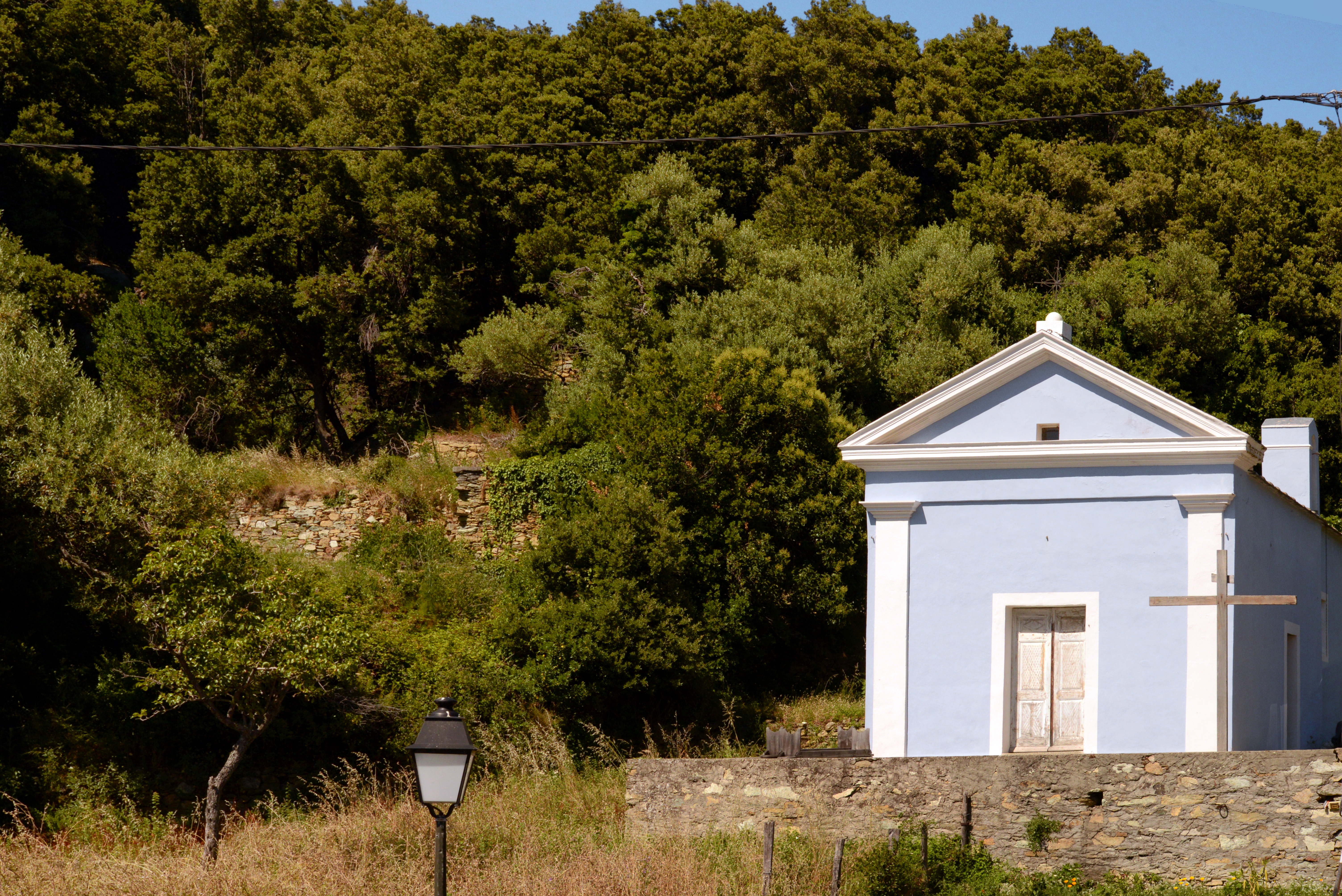
Chapelle Saint-Mathieu de Torre.

### Patrimoine naturel

#### ZNIEFF
Barrettali est concernée par deux zones naturelles d'intérêt écologique, faunistique et floristique de 2e génération :
Chênaies vertes du Cap Corse
C'est la ZNIEFF 940004078 qui concerne les chênaies vertes s'étendant sur 15 communes du Cap Corse. Sur la commune de Barrettali, ainsi que sur celle de Canari, une chênaie verte, à la forme allongée, occupe un terrain volcanique sur un socle schisteux. Longeant la côte occidentale, de 50 mètres à 800 mètres du rivage, de la Punta di Canelle jusqu'à la marine de Giottani, elle s'étend ensuite à l'intérieur des terres. Elle est longée par les routes D33 et D80. Dominée par la chaîne montagneuse du Monte Alticcione (1 139 mètres), de nombreux ruisseaux occupent le fond de ses vallons. L'altitude varie entre 100 mètres et 800 mètres. Sa végétation est entièrement constituée de chênes verts mais on trouve aussi autour des hameaux de Conchigliu et de Chiesa, de petits peuplements d'oliviers, de chênes lièges et de pins maritimes.
Crêtes asylvatiques du Cap Corse
La ZNIEFF 940004076 concerne les crêtes asylvatiques du Cap Corse. Elle englobe la quasi-totalité de la crête centrale du Cap Corse qui touche 20 communes de la presqu'île. La zone comporte de nombreuses espèces de la faune et de la flore classées comme déterminantes.

### Personnalités liées à la commune
- Jean-Pierre Santini, écrivain et éditeur autonomiste clandestin (éditions A Fior di Carta)
- Alexandre Bodak, médecin, compositeur et pianiste virtuose
- Ange Leccia, plasticien, cinéaste, professeur (né à Minerviu)
- Maurice Mattei, historien auteur de chroniques locales[26]